# Чарноляс (Опольське воєводство)
Чарноляс (пол. Czarnolas, нім. Petersheide) — село в Польщі, у гміні Скорошиці Ниського повіту Опольського воєводства.
Населення — 432 особи (2011).

## Демографія
Демографічна структура станом на 31 березня 2011 року:
|          | Загалом | Допрацездатний вік | Працездатний вік | Постпрацездатний вік |
| -------- | ------- | ------------------ | ---------------- | -------------------- |
| Чоловіки | 226     | 58                 | 152              | 16                   |
| Жінки    | 206     | 33                 | 130              | 43                   |
| Разом    | 432     | 91                 | 282              | 59                   |